# Long Phú 1
Long Phú 1 là một phường thuộc thành phố Cần Thơ, Việt Nam.

## Địa lý
Phường Long Phú 1 có vị trí địa lý:
- Phía đông giáp xã Phương Bình
- Phía tây giáp xã Xà Phiên
- Phía nam giáp phường Ngã Năm và xã Long Hưng
- Phía bắc giáp phường Long Mỹ.

Phường Long Phú 1 có diện tích 57,67 km², dân số năm 2024 là 30.365 người, mật độ dân số đạt 526 người/km².

## Lịch sử
Ngày 20 tháng 9 năm 1975, Bộ Chính trị ban hành Nghị quyết số 245-NQ/TW về việc hợp nhất tỉnh Cần Thơ (ngoại trừ huyện Thốt Nốt), tỉnh Sóc Trăng, tỉnh Trà Vinh, tỉnh Vĩnh Long thành một tỉnh, tên gọi tỉnh mới cùng với nơi đặt tỉnh lỵ sẽ do địa phương đề nghị lên.
Ngày 20 tháng 12 năm 1975, Bộ Chính trị ban hành Nghị quyết số 19/NQ về việc hợp nhất tỉnh Cần Thơ (bao gồm cả huyện Thốt Nốt của tỉnh Long Xuyên), tỉnh Sóc Trăng thành một tỉnh mới, tên gọi tỉnh mới cùng với nơi đặt tỉnh lỵ sẽ do địa phương đề nghị lên.
Ngày 24 tháng 2 năm 1976, Chính phủ Cách mạng lâm thời Cộng hòa miền Nam Việt Nam ban hành Nghị định số 3/NQ/1976 về việc hợp nhất tỉnh Cần Thơ, tỉnh Sóc Trăng và thành phố Cần Thơ thành một tỉnh mới, lấy tên là tỉnh Hậu Giang.
Ngày 21 tháng 4 năm 1979, Hội đồng Chính phủ ban hành Quyết định 174-CP về việc chia xã Long Phú thuộc huyện Long Mỹ thành xã Long Phú và xã Tân Phú.
Ngày 28 tháng 1 năm 1991, Ban Tổ chức của Chính phủ ban hành Quyết định số 36/QĐ-TCCP về việc sáp nhập xã Tân Phú vào xã Long Phú.
Ngày 26 tháng 12 năm 1991, Quốc hội ban hành Nghị quyết về việc chia tỉnh Hậu Giang thành tỉnh Cần Thơ và tỉnh Sóc Trăng.
Ngày 26 tháng 11 năm 2003, Quốc hội ban hành Nghị quyết số 22/2003/QH11 về việc chia tỉnh Cần Thơ thành thành phố Cần Thơ trực thuộc trung ương và tỉnh Hậu Giang.
Ngày 27 tháng 10 năm 2006, Chính phủ ban hành Nghị định 124/2006/NĐ-CP về việc:
- Thành lập thị trấn Trà Lồng thuộc huyện Long Mỹ trên cơ sở điều chỉnh 713,56 ha diện tích tự nhiên và 4.571 người của xã Long Phú.
- Thành lập xã Tân Phú thuộc huyện Long Mỹ trên cơ sở điều chỉnh 2.550,37 ha diện tích tự nhiên và 9.060 người của xã Long Phú.

Sau khi điều chỉnh địa giới hành chính, xã Long Phú còn lại 2.313,36 ha diện tích tự nhiên và 9.881 người.
Ngày 15 tháng 5 năm 2015, Ủy ban Thường vụ Quốc hội ban hành Nghị quyết số 933/NQ-UBTVQH13 về việc:
- Thành lập thị xã Long Mỹ thuộc tỉnh Hậu Giang.
- Chuyển thị trấn Trà Lồng về thị xã Long Mỹ mới thành lập.
- Thành lập phường Trà Lồng thuộc thị xã Long Mỹ trên cơ sở toàn bộ 607 ha diện tích tự nhiên, 3.982 người của thị trấn Trà Lồng và 102,07 ha diện tích tự nhiên, 698 người của ấp Long Trị 2 thuộc xã Tân Phú, huyện Long Mỹ.
- Chuyển xã Long Phú và xã Tân Phú thuộc huyện Long Mỹ sang trực thuộc thị xã Long Mỹ mới thành lập quản lý.

Sau khi điều chỉnh địa giới hành chính:
- Phường Trà Lồng có 709,07 ha diện tích tự nhiên và 4.680 người.
- Xã Tân Phú còn lại 2.549,72 ha diện tích tự nhiên và 8.968 người.

Ngày 25 tháng 9 năm 2015, HĐND tỉnh Hậu Giang về việc:
- Thành lập khu vực Long An thuộc phường Trà Lồng trên cơ sở ấp Long An của thị trấn Trà Lồng.
- Thành lập khu vực Long An 1 thuộc phường Trà Lồng trên cơ sở ấp Long An 1 của thị trấn Trà Lồng.
- Thành lập khu vực Long Khánh thuộc phường Trà Lồng trên cơ sở ấp Long Khánh của thị trấn Trà Lồng.
- Thành lập khu vực Khánh Hưng 1 thuộc phường Trà Lồng trên cơ sở ấp Khánh Hưng 1 của thị trấn Trà Lồng.
- Thành lập khu vực Khánh Hưng 2 thuộc phường Trà Lồng trên cơ sở ấp Khánh Hưng 2 của thị trấn Trà Lồng.
- Thành lập khu vực Long Trị 2 thuộc phường Trà Lồng trên cơ sở ấp Long Trị 2 của xã Tân Phú.

Ngày 11 tháng 7 năm 2019, HĐND tỉnh Hậu Giang ban hành Nghị quyết số 11/2019/NQ-HĐND về việc:
- Thành lập khu vực 1 thuộc phường Trà Lồng trên cơ sở khu vực Long An 1 và khu vực Long Khánh.
- Thành lập khu vực 2 thuộc phường Trà Lồng trên cơ sở khu vực Long An và khu vực Khánh Hưng 1.
- Thành lập khu vực 3 thuộc phường Trà Lồng trên cơ sở khu vực Khánh Hưng 2 và khu vực Long Trị 2.
- Thành lập ấp Long Thạnh thuộc xã Long Phú trên cơ sở ấp Long Thạnh 1 vào Long Thạnh 2.

Tính đến ngày 31/12/2024:
- Phường Trà Lồng có 3 khu vực: 1, 2, 3.
- Xã Long Phú có 9 ấp: Long An, Long Bình 1, Long Bình 2, Long Hòa 1, Long Hòa 2, Long Khánh, Long Thạnh, Tân Bình 1, Tân Bình 2.
- Xã Tân Phú có 8 ấp: Long Hưng 1, Long Hưng 2, Long Trị 1, Tân Hòa, Tân Hưng 2, Tân Thạnh, Tân Trị 1, Tân Trị 2.

Ngày 12 tháng 6 năm 2025, Quốc hội ban hành Nghị quyết số 202/2025/QH15 về việc sắp xếp đơn vị hành chính cấp tỉnh (nghị quyết có hiệu lực từ ngày 12 tháng 6 năm 2025). Theo đó, sáp nhập tỉnh Hậu Giang và tỉnh Sóc Trăng vào thành phố Cần Thơ.
Ngày 16 tháng 6 năm 2025:
- Quốc hội ban hành Nghị quyết số 203/2025/QH15[16] về việc Sửa đổi, bổ sung một số điều của Hiến pháp nước Cộng hòa xã hội chủ nghĩa Việt Nam. Theo đó, kết thúc hoạt động của đơn vị hành chính cấp huyện trong cả nước từ ngày 1 tháng 7 năm 2025.
- Ủy ban Thường vụ Quốc hội ban hành Nghị quyết số 1668/NQ-UBTVQH15[1] về việc sắp xếp các đơn vị hành chính cấp xã của thành phố Cần Thơ năm 2025 (nghị quyết có hiệu lực từ ngày 16 tháng 6 năm 2025). Theo đó, thành lập phường Long Phú 1 thuộc thành phố Cần Thơ trên cơ sở toàn bộ 6,91 km² diện tích tự nhiên, quy mô dân số là 6.066 người của phường Trà Lồng; toàn bộ 26,09 km² diện tích tự nhiên, quy mô dân số là 12.667 người của xã Long Phú và toàn bộ 24,67 km² diện tích tự nhiên, quy mô dân số là 11.632 người của xã Tân Phú thuộc thị xã Long Mỹ, tỉnh Hậu Giang.

Phường Long Phú 1 có 57,67 km² diện tích tự nhiên và quy mô dân số là 30.365 người.

## Giao thông
Phường Long Phú 1 có quốc lộ 61B chạy qua.